# La Vacheresse-et-la-Rouillie
La Vacheresse-et-la-Rouillie là một xã ở tỉnh Vosges, vùng Grand Est, Pháp. Xã này có diện tích 9,36 kilômét vuông dân số năm 1999 là 125 người. Xã này nằm ở khu vực có độ cao từ 333–446 m trên mực nước biển. 

## Biến động dân số
| 1962                                         | 1968 | 1975 | 1982 | 1990 | 1999 |
| -------------------------------------------- | ---- | ---- | ---- | ---- | ---- |
| 104                                          | 141  | 145  | 149  | 147  | 125  |
| Số liệu từ năm 1962: Dân số không tính trùng |      |      |      |      |      |